# Muppie
Muppie é o termo utilizado para referir profissionais urbanos de meia idade com grande presença nas redes sociais e na vida online.
Esta cultura engloba novos adultos focados no seu sucesso profissional, trabalhando por norma nas áreas de seu interesse. O termo, cunhado pela escritora Michelle Miller no livro The Underwriting, «engloba uma série de jovens entre 25 e 35 anos que se esforçam para conseguir êxito na vida profissional, mais por satisfação pessoal do que por uma boa remuneração.»
O termo deriva da junção de duas palavras ("milenar" e "yuppie") e tem vindo a ser cada vez mais utilizado para definir a geração contemporânea, contraponto a tendência de outras modas, como a hipster.
Centrados em si próprios e nos seus interesses/objectivos, os muppies são muitas vezes tomados como preguiçosos, quando, de facto, estão empenhados na sua auto-realização.
1. ↑  bcferreira (14 de maio de 2015). «Não sou "hipster", sou "muppie"». R7. Consultado em 24 de maio de 2015[ligação inativa]
2. ↑  Michelle Miller (15 de abril de 2014). «Introducing the Muppie, the Post-Financial Crisis, Millennial Take on the Yuppie Lifestyle». The Huffington Post. Consultado em 24 de maio de 2015